# El refugio atómico
El refugio atómico es una futura serie de televisión por internet española de ciencia ficción, drama y thriller creada por Álex Pina y Esther Martínez Lobato para Netflix. Está producida por Vancouver Media y protagonizada por un reparto coral formado por Miren Ibarguren, Joaquín Furriel, Natalia Verbeke, Carlos Santos, Montse Guallar, Pau Simón, Alícia Falcó, Agustina Bisio y Álex Villazán. Tiene previsto su estreno en Netflix para el 19 de septiembre de 2025.

## Trama
Ante la amenaza de un conflicto global sin precedentes, un grupo de multimillonarios se encierra en Kimera Underground Park, un búnker bajo tierra, para escapar de la catástrofe. El encierro sacará lo peor de unas personalidades ácidas, dando lugar tanto a alianzas inesperadas como a la revelación de secretos inconfensables.

## Reparto
- Miren Ibarguren
- Joaquín Furriel
- Natalia Verbeke
- Carlos Santos
- Montse Guallar
- Pau Simón
- Alícia Falcó
- Agustina Bisio
- Álex Villazán
- Miguel Garcés

## Producción
A principios de febrero de 2024, se anunció que la nueva serie de Álex Pina y Esther Martínez Lobato para Netflix, El refugio atómico, había comenzado su rodaje. Miren Ibarguren, Joaquín Furriel, Natalia Verbeke, Carlos Santos, Montse Guallar, Pau Simon, Alícia Falcó, Agustina Bisio y Álex Villazán fueron anunciados como los actores protagonistas. El diseño de la localización principal de la serie, el búnker de Kimera Underground Park, fue creado por el director de arte de la serie, Abdón Alcañiz, y para recrearlo, se utilizó un set de rodaje de más de 8.000 metros cuadrados ubicado en el municipio madrileño de Colmenar Viejo, el cual fue anteriormente usado para otras creaciones anteriores de Pina, Vis a vis y La casa de papel. Además del plató principal de rodaje, también se rodaron algunas escenas en la zona de la Loma del Puerco en la playa de la Barrosa los días 23 y 24 de abril de 2024.

## Lanzamiento y marketing
El 14 de mayo de 2025, Netflix empezó a sacar los primeros avances de El refugio atómico. El 28 de mayo de 2025, Netflix lanzó el primer tráiler de la serie y programó su estreno para el 28 de mayo de 2025.